# Rod (unitate de măsură)
A se vedea și Rod (dezambiguizare)
Rod este o unitate de măsură obsoletă din sistemul de unități de măsură anglo-saxon. Deși în general ieșită din uz, este încă folosită în Statele Unite ale Americii pentru măsurarea terenurilor.
În limba engleză poate fi echivalent cu perch sau pole (prăjină).

## Echivalențe
Un rod echivalează cu:
- 0,001041666666666 leghe
- 0,003125 mile
- 0,025 furlongs
- 0,25 chains
- 5,5 yarzi
- 16,5 picioare
- 5,0292 metri

## Vezi și
- Sistemul Internațional
- Ordin de mărime
- Rădăcină pătrată
- Rădăcină cubică
- Ridicarea la putere
- Suprafață
- Unități de măsură